# Sławomir Najtkowski
Sławomir Najtkowski (ur. 1 stycznia 1965 w Śremie) – polski piłkarz występujący podczas kariery zawodniczej na pozycji obrońcy. Były zawodnik m.in. Lecha Poznań, Olimpii Poznań, czy Dyskobolii Grodzisk Wielkopolski.